# Maszatos bemenet
A számítógép-programozásban a maszatos bemenet egy programnak arra a hibás működésére utal, ami nem kezel bizonyos bemeneteket. Például, ha a bemenet egyszerű szöveg, akkor egy ad hoc algoritmus hívódik meg, ami bizonyos utasítások hatására rosszul működik, vagy akár össze is omlik. Ezt maga a programozó nehezen szűri ki, de a felhasználó könnyen megtalálja. A buffer túlcsordulásos biztonsági rés egy további probléma, ami az antiminta következménye lehet.
A maszatos bemenet kijavítására ellenőrizni kell a bemenetet. Felderítésére javallott a véletlenített bemenettel végzett majomteszt. Gyakori, hogy a tesztelő véletlenszerűen végighúzza a kezét a billentyűzeten, de ennek hátránya, hogy nehéz reprodukálni. Fuzzy tesztelő programok tudnak segíteni ezen.

## Fordítás
Ez a szócikk részben vagy egészben  az   Input kludge című angol Wikipédia-szócikk fordításán alapul.  Az eredeti cikk szerkesztőit annak laptörténete sorolja fel. Ez a jelzés csupán a megfogalmazás eredetét és a szerzői jogokat jelzi, nem szolgál a cikkben szereplő információk forrásmegjelöléseként.